# زادووژه
زادووژه (به لهستانی:  Zadwórze) یک روستا در لهستان است که در گمینا اوستژکی دولنه واقع شده‌است.